# Grand Prix Kanady 1984
Grand Prix Kanady 1984 (oficiálně XXIII Grand Prix du Canada) se jela na okruhu Circuit Gilles Villeneuve v Montréalu v Kanadě dne 17. června 1984. Závod byl sedmým v pořadí v sezóně 1984 šampionátu Formule 1.

## Kvalifikace
| Poř. | No. | Jezdec             | Konstruktér       | Čas      | Ztráta |
| ---- | --- | ------------------ | ----------------- | -------- | ------ |
| 1    | 1   | Nelson Piquet      | Brabham-BMW       | 1:25.442 | —      |
| 2    | 7   | Alain Prost        | McLaren-TAG       | 1:26.198 | +0.756 |
| 3    | 11  | Elio de Angelis    | Lotus-Renault     | 1:26.306 | +0.864 |
| 4    | 16  | Derek Warwick      | Renault           | 1:26.420 | +0.978 |
| 5    | 28  | René Arnoux        | Ferrari           | 1:26.549 | +1.107 |
| 6    | 27  | Michele Alboreto   | Ferrari           | 1:26.764 | +1.322 |
| 7    | 12  | Nigel Mansell      | Lotus-Renault     | 1:27.246 | +1.804 |
| 8    | 8   | Niki Lauda         | McLaren-TAG       | 1:27.392 | +1.950 |
| 9    | 19  | Ayrton Senna       | Toleman-Hart      | 1:27.448 | +2.006 |
| 10   | 26  | Andrea de Cesaris  | Ligier-Renault    | 1:27.922 | +2.480 |
| 11   | 23  | Eddie Cheever      | Alfa Romeo        | 1:28.032 | +2.590 |
| 12   | 14  | Manfred Winkelhock | ATS-BMW           | 1:28.909 | +3.467 |
| 13   | 25  | François Hesnault  | Ligier-Renault    | 1:29.187 | +3.745 |
| 14   | 22  | Riccardo Patrese   | Alfa Romeo        | 1:29.205 | +3.763 |
| 15   | 6   | Keke Rosberg       | Williams-Honda    | 1:29.284 | +3.842 |
| 16   | 2   | Corrado Fabi       | Brabham-BMW       | 1:29.764 | +4.322 |
| 17   | 5   | Jacques Laffite    | Williams-Honda    | 1:29.915 | +4.473 |
| 18   | 18  | Thierry Boutsen    | Arrows-BMW        | 1:30.073 | +4.631 |
| 19   | 24  | Piercarlo Ghinzani | Osella-Alfa Romeo | 1:30.918 | +5.476 |
| 20   | 20  | Johnny Cecotto     | Toleman-Hart      | 1:31.459 | +6.017 |
| 21   | 3   | Martin Brundle     | Tyrrell-Ford      | 1:31.785 | +6.343 |
| 22   | 4   | Stefan Bellof      | Tyrrell-Ford      | 1:31.797 | +6.355 |
| 23   | 17  | Marc Surer         | Arrows-Ford       | 1:32.756 | +7.314 |
| 24   | 21  | Huub Rothengatter  | Spirit-Hart       | 1:32.920 | +7.478 |
| 25   | 10  | Mike Thackwell     | RAM-Hart          | 1:33.730 | +8.288 |
| 26   | 9   | Philippe Alliot    | RAM-Hart          | 1:35.286 | +9.844 |
| WD   | 15  | Patrick Tambay     | Renault           |          |        |

## Závod
| Poř.   | No. | Jezdec             | Konstruktér       | Počet kol | Čas/Odstoupení    | Pořadí na startu | Body |
| ------ | --- | ------------------ | ----------------- | --------- | ----------------- | ---------------- | ---- |
| 1      | 1   | Nelson Piquet      | Brabham-BMW       | 70        | 1:46:23.748       | 1                | 9    |
| 2      | 8   | Niki Lauda         | McLaren-TAG       | 70        | + 2.612           | 8                | 6    |
| 3      | 7   | Alain Prost        | McLaren-TAG       | 70        | + 1:28.032        | 2                | 4    |
| 4      | 11  | Elio de Angelis    | Lotus-Renault     | 69        | + 1 kolo          | 3                | 3    |
| 5      | 28  | René Arnoux        | Ferrari           | 68        | + 2 kola          | 5                | 2    |
| 6      | 12  | Nigel Mansell      | Lotus-Renault     | 68        | + 2 kola          | 7                | 1    |
| 7      | 19  | Ayrton Senna       | Toleman-Hart      | 68        | + 2 kola          | 9                |      |
| 8      | 14  | Manfred Winkelhock | ATS-BMW           | 68        | + 2 kola          | 12               |      |
| 9      | 20  | Johnny Cecotto     | Toleman-Hart      | 68        | + 2 kola          | 20               |      |
| 10     | 9   | Philippe Alliot    | RAM-Hart          | 65        | + 5 kol           | 26               |      |
| 11     | 23  | Eddie Cheever      | Alfa Romeo        | 63        | Nedostatek paliva | 11               |      |
| DSQ    | 3   | Martin Brundle     | Tyrrell-Ford      | 68        | Diskvalifikován   | 21               |      |
| Ret    | 17  | Marc Surer         | Arrows-Ford       | 59        | Motor             | 23               |      |
| Ret    | 16  | Derek Warwick      | Renault           | 57        | Šasi              | 4                |      |
| NC     | 21  | Huub Rothengatter  | Spirit-Hart       | 56        | + 14 kol          | 24               |      |
| DSQ    | 4   | Stefan Bellof      | Tyrrell-Ford      | 52        | Diskvalifikován   | 22               |      |
| Ret    | 26  | Andrea de Cesaris  | Ligier-Renault    | 40        | Brzdy             | 10               |      |
| Ret    | 2   | Corrado Fabi       | Brabham-BMW       | 39        | Turbo             | 16               |      |
| Ret    | 18  | Thierry Boutsen    | Arrows-BMW        | 38        | Motor             | 18               |      |
| Ret    | 22  | Riccardo Patrese   | Alfa Romeo        | 37        | Nehoda            | 14               |      |
| Ret    | 6   | Keke Rosberg       | Williams-Honda    | 32        | Palivový systém   | 15               |      |
| Ret    | 5   | Jacques Laffite    | Williams-Honda    | 31        | Turbo             | 17               |      |
| Ret    | 10  | Mike Thackwell     | RAM-Hart          | 29        | Turbo             | 25               |      |
| Ret    | 24  | Piercarlo Ghinzani | Osella-Alfa Romeo | 11        | Převodovka        | 19               |      |
| Ret    | 27  | Michele Alboreto   | Ferrari           | 10        | Motor             | 6                |      |
| Ret    | 25  | François Hesnault  | Ligier-Renault    | 7         | Turbo             | 13               |      |
| WD     | 15  | Patrick Tambay     | Renault           |           | Zranění           |                  |      |
| Zdroj: |     |                    |                   |           |                   |                  |      |

## Průběžné pořadí po závodě
Pohár jezdců
| Pořadí | Jezdec          | Body |
| ------ | --------------- | ---- |
| 1      | Alain Prost     | 32,5 |
| 2      | Niki Lauda      | 24   |
| 3      | René Arnoux     | 16,5 |
| 4      | Elio de Angelis | 15,5 |
| 5      | Derek Warwick   | 13   |
| Zdroj: |                 |      |

Pohár konstruktérů
| Pořadí | Konstruktér    | Body |
| ------ | -------------- | ---- |
| 1      | McLaren-TAG    | 56,5 |
| 2      | Ferrari        | 25,5 |
| 3      | Lotus-Renault  | 20,5 |
| 4      | Renault        | 20   |
| 5      | Williams-Honda | 11   |
| Zdroj: |                |      |